# Doublecross on Costa's Island
Doublecross on Costa's Island (Doublecross on Costa's Island) è un film d'azione nel 1997 diretto da Franco Columbu.

## Trama
Sei anni dopo aver interrotto un accordo multinazionale sulle armi che avrebbe spazzato via Los Angeles, l'agente Costa (Franco Columbu) viene rintracciato nella sua casa dall'altra parte del mondo. Attraverso la vendetta e l'inganno, dalla Sardegna a Beverly Hills, Costa deve prepararsi alla resa dei conti finale trovando la sua strada attraverso un'intricata rete di doppie croci, incontrando vecchi amici (e nemici). Se Costa vuole sopravvivere e salvare la sua casa, e l'isola, dovrà combattere per uscire!

## Produzione
Il film è stato prodotto dallo stesso Franco Columbu e da Franco Columbu Productions Inc, Wesstar Productions.